# Fidena latifrons
Fidena latifrons är en tvåvingeart som beskrevs av Krober 1931. Fidena latifrons ingår i släktet Fidena och familjen bromsar. Inga underarter finns listade i Catalogue of Life.